# هابیل و قابیل (مجموعه تلویزیونی کره جنوبی)
هابیل و قابیل (کره‌ای: 카인과 아벨; لاتین‌نویسی اصلاح‌شده: Kaingwa Abel) یک مجموعه تلویزیونی کره جنوبی سال ۲۰۰۹ با بازی سو جی سوب، شین هیون-جون، هان جی مین و چه جونگ آن است. این مجموعه از ۱۸ فوریه تا ۲۳ آوریل ۲۰۰۹، روزهای چهارشنبه و پنجشنبه ساعت ۲۱:۵۵ (کی‌اس‌تی) از اس‌بی‌اس برای ۲۰ قسمت پخش شد.

## بازیگران

### اصلی
- سو جی سوب در نقش لی چو این / اوه کانگ هو
- شین هیون-جون در نقش لی سون وو
- هان جی مین در نقش اوه یونگ جی
- چه جونگ آن در نقش کیم سو یون